# Getijdenboek van Adolf van Kleef

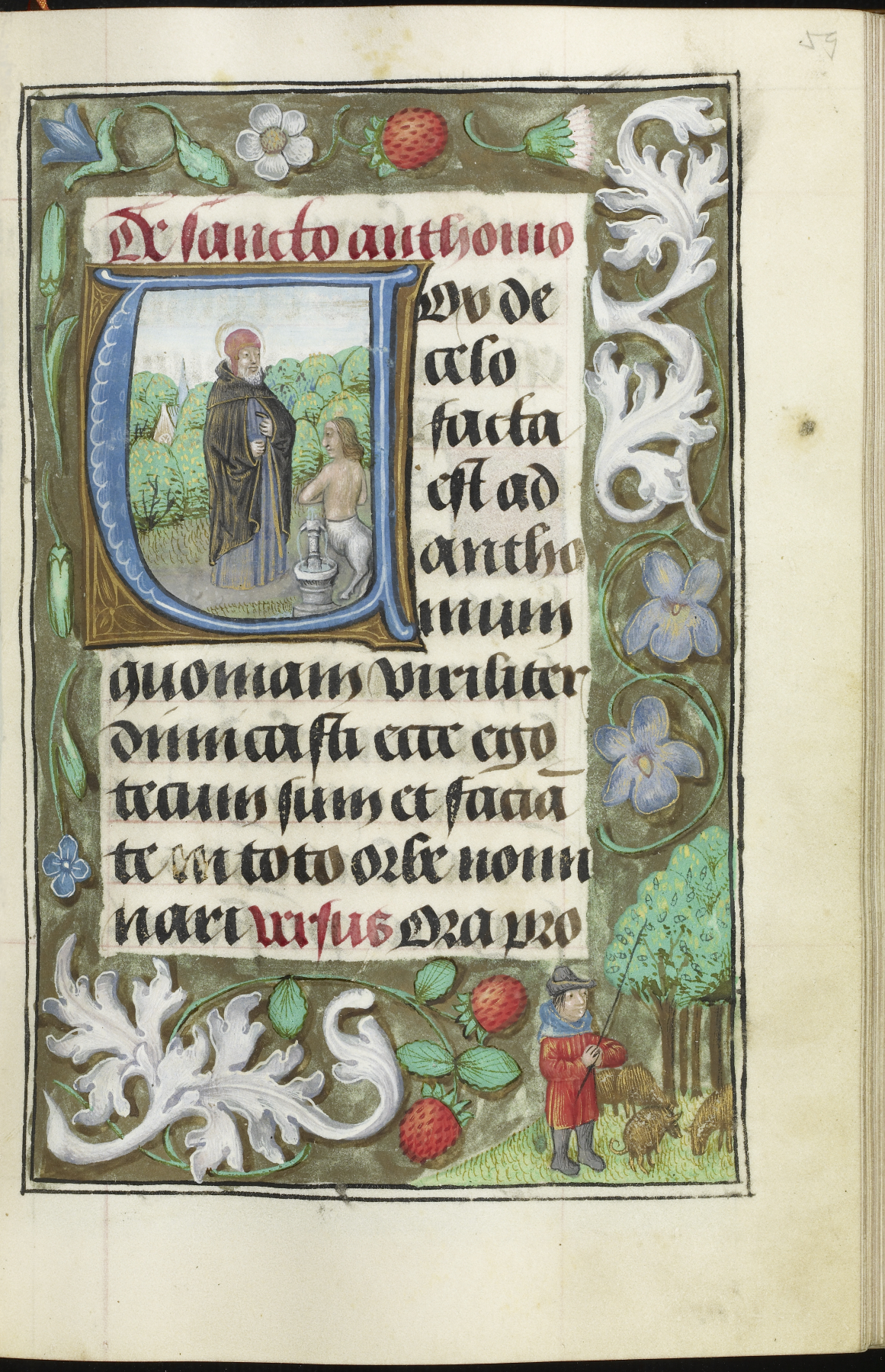
Getijdenboek van Adolf van Kleef, f59r, De heilige Antonius.

Het Getijdenboek van Adolf van Kleef is een verlucht getijdenboek voor dominicaans gebruik, dat in de jaren 1480 in Gent gemaakt werd voor Adolf van Kleef-Ravenstein. Adolf van Kleef was hertog van Kleef, graaf van La Marck en heer van Ravenstein en Wijnendale. Het handschrift bevat twee portretten van de opdrachtgever: op f13v een volbladminiatuur van de hertog, geknield biddend voor een schilderij van een Virgo Lactans op f14r en op f80v in een initiaal ook biddend tot de Heilige Maagd. Zijn wapen is afgebeeld op f14v. Het handschrift wordt nu bewaard in de Walters Art Museum in Baltimore als Ms. W.439.

## Geschiedenis
Het handschrift is waarschijnlijk gemaakt na het tweede huwelijk van Adolf van Kleef met Anna van Bourgondië in 1470. Een inscriptie tussen de gebeden tot de heilige Anna op f71r, "A / B Votre mieulx amie / Anne" suggereert dat zij de opdrachtgeefster was.
In de late 19e eeuw was het handschrift in het bezit van Léon Gruel. Henry Walters kocht het van Gruel tussen 1895 en 1931. Via een legaat kwam het in de verzameling van het Walters Art Museum.

## Beschrijving
Het handschrift bestaat uit 302 perkamenten folia van 169 bij 117 mm. De tekst is geschreven in het Latijn in een kolom met 12 lijnen per bladzijde, in een Bourgondische bastarda. Het tekstblok meet 94 bij 60 mm. De kalender is geschreven in 17 lijnen, op twee bladzijden per maand en het tekstblok van de kalender is 95 bij 75 mm. Het manuscript bevat enkele teksten in het Middelfrans.

## Inhoud
Het handschrift heeft de klassieke inhoud van een getijdenboek:
- ff 1r-12v: Kalender
- ff 13v-51r: Gebeden tot de Maagd Maria
  - ff15r-22r: Obsecro te
  - ff23v-27r: O intemerata
  - ff 31v-32v: Alma Redemptoris Mater
  - ff 32v-33v: O Domina glorie regina
  - ff 33v-37v: Ave mundi spes maria
  - ff 37v-38v: O piissima domina
  - ff 40r-44r: De vijf vreugden van de Heilige Maagd
  - ff 44r-49r: Vier gebeden tot de Maagd Maria
  - ff 49r-49v: Benignissime Domine
  - ff 49v-51r: O bone Ihesu
- ff 51v-87v: Suffragia
- ff 88r-98v : Uittreksels uit de evangelies
- ff99v-203v: Kleine Officie van Onze Lieve Vrouw volgens dominicaans gebruik
- ff 204v-245v: Boetepsalmen
- ff 246r-295v: Passieverhaal volgens Johannes
- ff295v-302v: Devotionele gebeden
  - ff 295v-297r: Gebeden tot de apostel Andreas en Hiëronymus
  - ff 298r-300r: Gebeden van de heilige Gregorius
  - ff 300r-302r: Gebeden voor de vergeving van de zonden

## Verluchting
De verluchting is van de hand van de Meester van Adolf van Kleef, zo genoemd naar dit getijdenboek, en zijn atelier. De stijl van deze meester is gebaseerd op de miniaturen en de marges van het gebedenboek van Maximiliaan van de Maximiliaan-meester die door sommigen geïdentificeerd wordt als Alexander Bening. De stijl van deze meester wordt gekenmerkt door ruime interieurs en wijde landschappen en stijve krachtige figuren.
Het handschrift bevat de volgende miniaturen:
Volblad miniaturen
- f13v: Portret van Adolf van Kleef
- f14r: Virgo Lactans

Volblad met gedecoreerde marges:
- f14v: Wapenschild van Adolf van Kleef;
f15r: tekst met vier marges
- f22v: Piéta;
f23r: tekst met vier marges
- f99v: Annunciatie;
f100r: tekst met vier marges
- f204v: De berouwvolle David;
f205r: tekst met vier marges

Halfblad met marges en tekst
- f28r: Kruisiging met scènes uit de passie in de marge
- f121r: Maria Visitatie
- f145v: Geboorte van Christus
- f153r: Aankondiging aan de herders
- f161v: Opdracht in de tempel
- f168v: Aanbidding der wijzen
- f176r: Kindermoord in Bethlehem
- f194r: Vlucht naar Egypte

Gehistorieerde initiaal
- f40r: G, 5l,  Annunciatie
- f51v: O, 5l, Heilige Claudius
- f54r: O, 5l, De marteldood van de heilige Sebastiaan, met boogschutters in de marge
- f58r: O, 5l, Heilige Adrianus
- f59r, V: 5l, Heilige Antonius van Padua
- f60v: L, 6l, De Aartsengel Michael verslaat de duivel
- f62v: O, 7l, De heilige Joris doodt de draak
- f64r: D, 8l, De heilige Nicolaas wekt de drie jongens tot leven; in de ondermarge het verhaal over de bruidsschat voor de arme meisjes
- f65r: D, 8l, De heilige Christoffel draagt het Christuskind op zijn schouder over een rivier
- f69v: A, 7l, De marteldood van de heilige Erasmus
- f70v: D, 4l, Anna te Drieën
- f72r: D, 8l, De heilige Margaretha met het kruis en de draak
- f73v: D, 7l, De heilige Catharina met de werktuigen van haar marteling
- f75r: D, 8l, De heilige Barbara met haar vader bij de toren
- f76r: D, 8l, De bekoring van de heilige Augustinus
- f80v: O, 8l, Adolf van Kleef biddend voor de Maagd van Nederigheid
- f88r:  I, 7l, Johannes op Patmos
- f90v: C, 3l, Mattheus
- f94r:  I, 6l, Lucas
- f97r:  I, 6l, Marcus
- f246r: T, 6l, De Man van Smarten
- f266v: D, 7l, Kruisiging
- f289r, U, 8l, Heilige Drie-eenheid
- f298r: D, 6l, Gregoriusmis

### Kalender
De kalender is zeer spaarzaam verlucht met slechts de “KL” initialen van twee regels hoog bovenaan de bladzijde waarop de maand begint en de een regel hoge initialen “A”  in de kolom van de zondagsletter. De kalender is trouwens weinig uitgewerkt, hij bevat slechts 132 ingevulde feestdagen. Merkwaardig is een ervan voor de heilige Hadulphi (bisschop van Atrecht) met zijn feestdag op 19 mei en translatie op 31 augustus. Deze heilige komt haast nooit voor in kalenders.

### Tekst
De tekst is, op de bladzijden met miniaturen na, niet versierd. Secties binnen de tekst beginnen met een geschilderde initiaal van een tot vier regels hoog. Ook lijnvullers worden hier en daar gebruikt om blanco spaties in de regels te vermijden. De tekst is geschreven in zwarte inkt, de rubrieken in het rood. Versierde marges rond de tekst werden niet gebruikt tenzij op de pagina’s tegenover de volblad miniaturen die zelf voorzien zijn van een marge (f14v, f22v, f99v en f204v).

### Getijden en gebeden
De Mariagetijden worden ingeleid met twee volblad miniaturen en de gebedsstonden door een halfblad miniatuur met marges. De andere gebeden en getijden worden ingeleid met de gehistorieerde initialen uit de lijst hierboven.

## Web links
- Hours of Duke Adolph of Cleves, online facsimile op de website van de Walters Art Museum]